# سيمور غرينبرغ
سيمور غرينبرغ (بالإنجليزية: Seymour Greenberg)‏ مواليد 10 أغسطس 1920 في شيكاغو - الوفاة 03 مارس 2006 في بارك ريدج، كان لاعب كرة مضرب أمريكي. أعلى تصنيف له في الفردي كان المركز الـ 5 في سنة 1943 حسب تصنيف الولايات المتحدة.